# 伴野時長
伴野 時長（ともの ときなが）は、鎌倉時代前期の武将・御家人。別名に小笠原時長。甲斐源氏一門の小笠原長清の嫡男。小笠原氏の嫡家伴野氏の祖。

## 生涯
『吾妻鏡』によれば、承久元年（1219年）7月19日、三寅（のちの4代将軍藤原頼経）の鎌倉下向の列で先陣の随兵を務める。同3年（1221年）、承久の乱で父の長清は鎌倉方の大将の一人として子息8人と共に東海道から京へ攻め上り、上皇方と戦った。同4年（1222年）以後、正月の弓始の儀で射手として度々登場する。また同年7月3日の一条実雅邸での小笠懸、嘉禄2年（1226年）9月22日の宇都宮辻子幕府南庭での草鹿の勝負、安貞2年（1228年）3月9日の由比ヶ浜での犬追物、同年5月10日の馬場殿での流鏑馬、同年6月26日の遠笠懸などで射手にも選ばれている。また嘉禎3年（1237年）4月19日大倉新御堂の上棟式や、暦仁元年（1238年）、将軍頼経上洛の随兵を務める。
弘長2年（1263年）8月9日、6代将軍宗尊親王上洛の随兵に子息1名と共に選ばれた記述が『吾妻鏡』での時長の記録の最後である。
広大で豊かな伴野荘（長野県佐久市）を名字の地として領有しており、五百貫で「大きな荘園」とされる中、伴野荘の年貢高は建武2年（1335年）頃に八千貫であった。伴野荘は源氏一門の有力者であった平賀氏の本貫の地である平賀郷を含んでおり、承久の乱で幕府に敵対した大内惟信（平賀氏）の任国を受け継ぎ、その後継となっている。
娘が安達義景に嫁いで安達泰盛を生んでおり、孫の伴野長泰は泰盛の従兄弟にあたる。